# Коршачина (річка)
Коршачина — річка в Україні, у Сумському районі Сумської області. Права притока Виру (басейн Дніпра).

## Опис
Довжина річки приблизно 11,2 км. На деяких ділянках пересихає.

## Розташування
Бере початок у Лікарському (колишній Хутір Лікарський). Тече переважно на північний захід через Коршачине і в Біланах впадає у річку Вир, ліву притоку Сейму.

## Цікаві факти
- На лівому березі річки у селі Лікарське розташована Свято-Покровська церква.
- За 925 м від витоку річки розташована станція Лікарське залізничної лінії Баси — Ворожба.